# Lindsay Price
Lindsay Price, född 6 december 1976 i Arcadia, Kalifornien, är en amerikansk skådespelare. Hon är mest känd som Janet Sanders, Steves fru, i TV-serien Beverly Hills och sin medverkan i TV-serierna Glamour och Lipstick Jungle. Hon gifte sig med Shawn Piller 2004, men de skilde sig 2007. Sedan 2013 är hon gift med Curtis Stone.
Price har haft småroller i Airwolf, En härlig tid, Parker Lewis, Våra bästa år, Frasier och 2 1/2 män.
Hon är halvkorean då hennes mamma är adopterad från Korea. Hennes pappa är tysk-irländsk.